# Karrenseilbahn

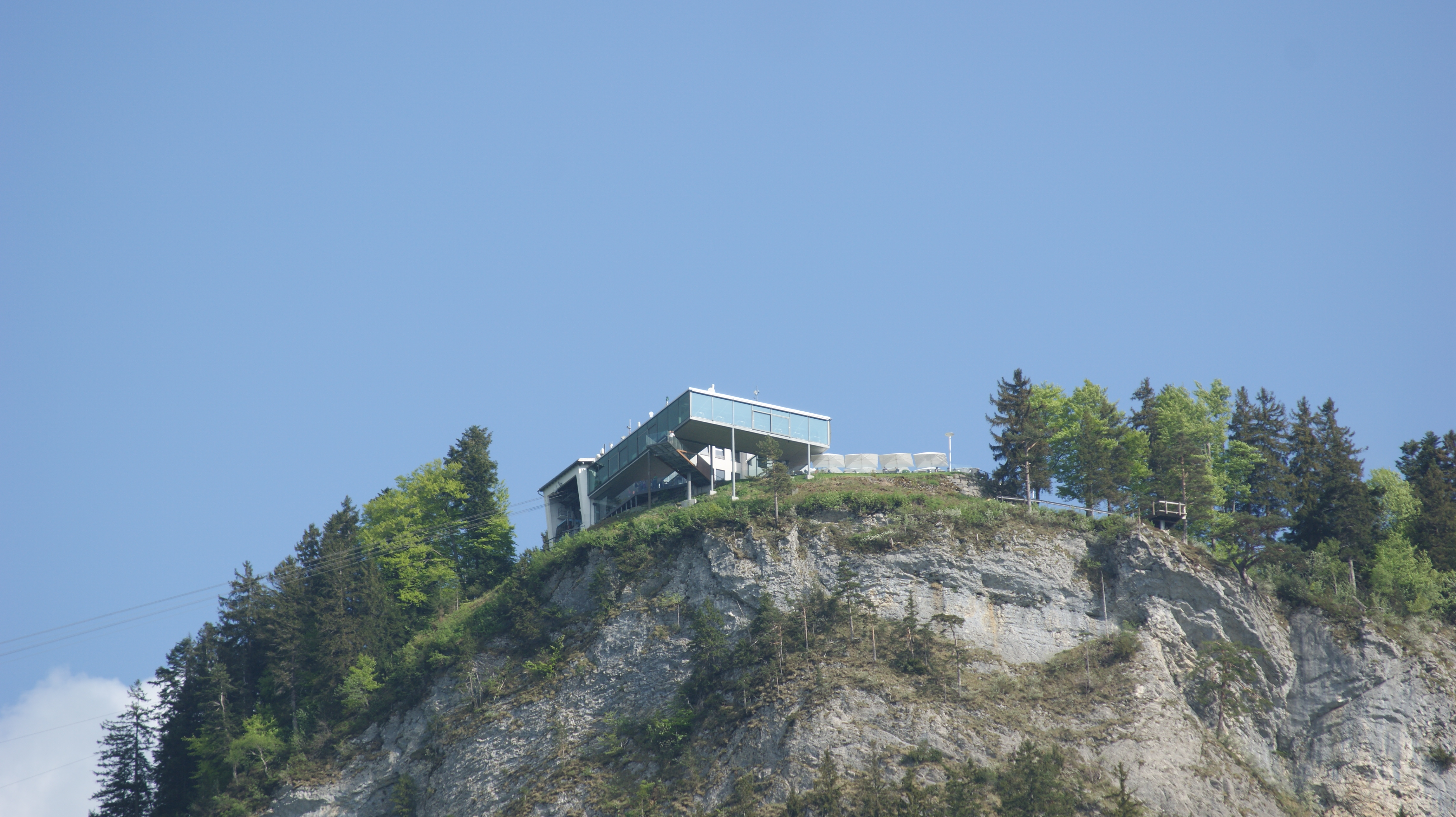
Bergstation der Karrenseilbahn von Dornbirn aus gesehen (2018)

Die Karrenseilbahn ist eine Luftseilbahn in Dornbirn im österreichischen Bundesland Vorarlberg. Sie verbindet eine Talstation auf 464 m ü. A. in Dornbirn-Gütle mit der Spitze des 971 Meter hohen Dornbirner Hausbergs Karren. Die Anlage befindet sich im Besitz der Dornbirner Seilbahngesellschaft, an der die Stadt Dornbirn beteiligt ist.

## Geschichte

### Vorgeschichte
Der Anstoß zu einer Seilbahn auf den Karren wurde bereits kurz vor dem 20. Jahrhundert gelegt. Im Jahr 1892 ließ der Industrielle Viktor Hämmerle einen hölzernen Aussichtsturm auf dem Karren errichten, von dem aus ein herrlicher Panoramarundblick ermöglicht wurde. Hämmerles Tochter überließ das abgeholzte Grundstück später im Andenken an ihren Vater der Dornbirner Seilbahngesellschaft und schuf damit einen wesentlichen Grundstein für die Errichtung einer Seilbahn. Im Faschingstreiben des Jahrs 1898 wurden die Pläne von Diplomingenieur Sepp Luger, der sich mit dem Bau einer solchen beschäftigte, zum Anlass für zahlreiche Scherze genommen. Tatsächlich sollten noch einige Jahre vergehen, ehe das Projekt wieder in Angriff genommen wurde.
Im Jahr 1950 wurde die Dornbirner Seilbahngesellschaft m.b.H. gegründet, deren vorrangiges Ziel es war, den Fremdenverkehr durch den Bau von Schiliften nach dem Zweiten Weltkrieg wieder in Gang zu bekommen. Das erste Bauprojekt war also die Errichtung eines Schlepplifts am Lank am Bödele. Zum Projektleiter wurde der bereits erwähnte Ingenieur Luger bestellt. Die Finanzierung des 200.000 Schilling (2025: ca. 155.000 Euro) teuren Baus wurde damals zu 20 % aus den Mitteln des Marshallplans finanziert. Am 25. Jänner 1951 wurde dieses direkte Vorgängerprojekt der Karrenseilbahn in Betrieb genommen.

### Planung
Sepp Luger legte 1952 sein Konzept zur Errichtung einer Seilbahn auf den Karren vor. Wenig später wurde bereits der Architekt Emanuel Thurnher mit der Planung einer Gaststätte beauftragt. Die Bergstation wurde bereits in verstärkter Bauweise geplant und auch ausgeführt, da eine spätere Verlängerung der Seilbahn vom Karren auf den Staufen angedacht war (diese Variante gelangte nicht zur Ausführung).

### Finanzierung
Das Projekt geriet allerdings ins Stocken, als der Plan platzte, die Finanzierung zu 60 % auf die Marshallplanhilfe zu stützen. Anschließend musste das Budget erheblich gekürzt werden, so dass die Gaststätte in der vorliegenden Finanzierung über 3,15 Millionen Schilling (2025: etwa 1.665.000 Euro) nicht mehr inkludiert war. In der ursprünglichen Planung war zudem ein Start vom Mühlebach, einer etwas erhöht auf einem Hügel gelegenen Ansiedlung, aus vorgesehen. Dies wurde jedoch zugunsten der günstigeren Verkehrsanbindung an der Gütlestraße verworfen, unter der Schwierigkeit, dass nun eine Stütze gebaut werden musste, um eben jenen Hügel (Bürgle) zu überqueren.

### Bau und Eröffnung

#### Bau
Der Bau selbst gestaltete sich aufgrund der schweren Teile, die per Eisenbahn antransportiert werden mussten, sowie wegen des Fehlens eines Helikopters sehr schwierig. In über 2000 Fahrten mussten die Teile für die Bergstation mit einem Unimog über den steilen Karrenweg transportiert werden. Im Mai 1956 wurde mit dem Bau der Stütze begonnen, welche, im Gegensatz zu modernen Seilbahnstützen, warm genietet statt geschraubt wurde. Zudem wurde der etwa zwei Tonnen schwere Stützentragseilschuh von Hand mittels Rollen hochgezogen. Der Antrieb für die Seilbahn wurde zunächst auf der Dornbirner Messe ausgestellt, anschließend in einer Markthalle gelagert und schließlich 1956 zur Bergstation transportiert (heute befindet sich der Antrieb in der Talstation). Das Auslegen und Spannen der schweren Stahlseile stellte die Arbeiter vor die größte Herausforderung. Dennoch konnten die kraftraubenden Arbeiten, die ebenfalls händisch durchgeführt wurden, innerhalb von dreieinhalb Wochen von einem Arbeitstrupp der Vorarlberger Illwerke erledigt werden. Die rund eine Tonne schweren Kabinen wurden im Sommer 1956 von Mitarbeitern der Doppelmayr (Hard) installiert. Der Hersteller der Bahn war das Unternehmen Ludwig Steurer Maschinen und Seilbahnbau in Doren.

#### Technische Daten

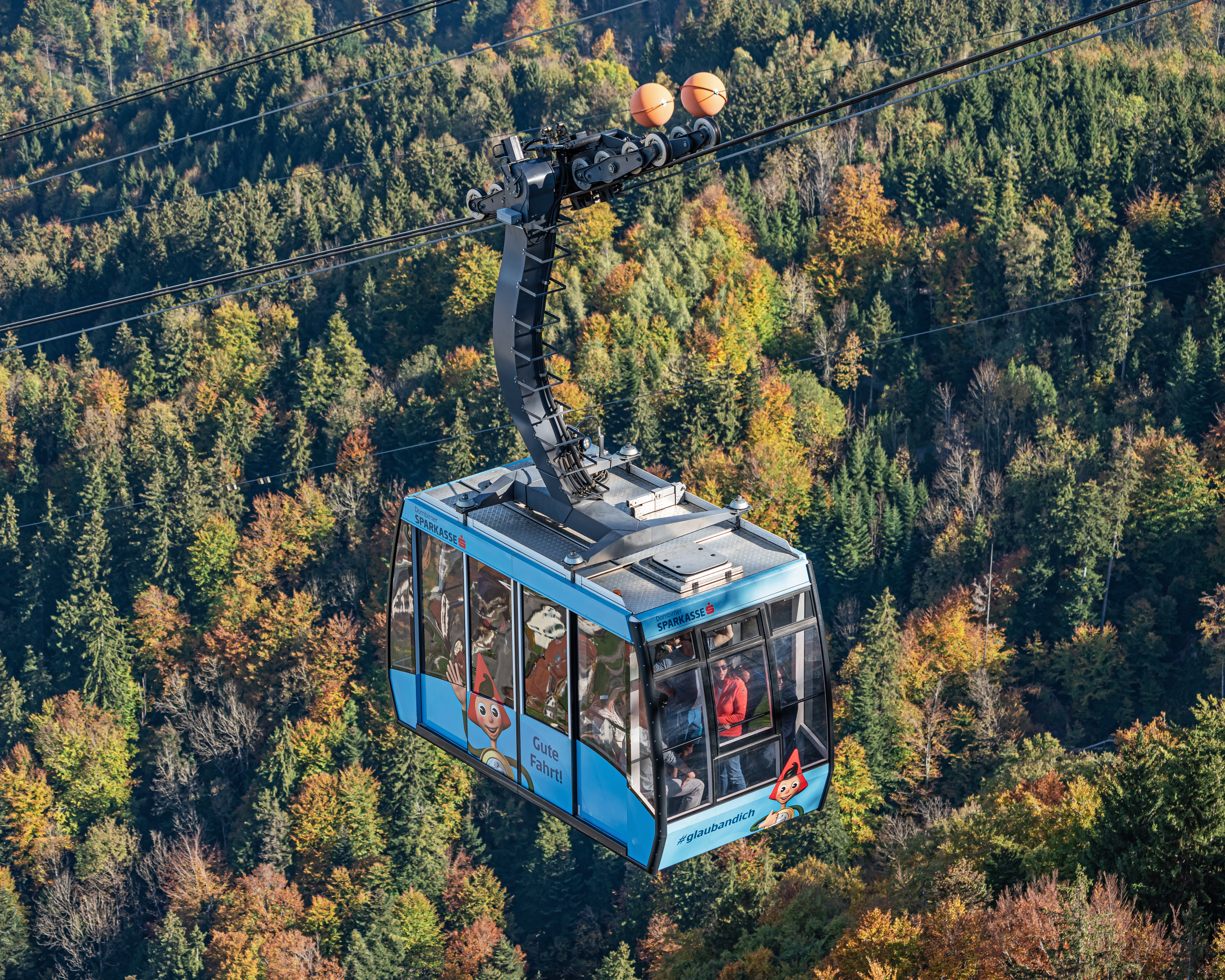
Eine der Gondeln der Karrenseilbahn während der Fahrt

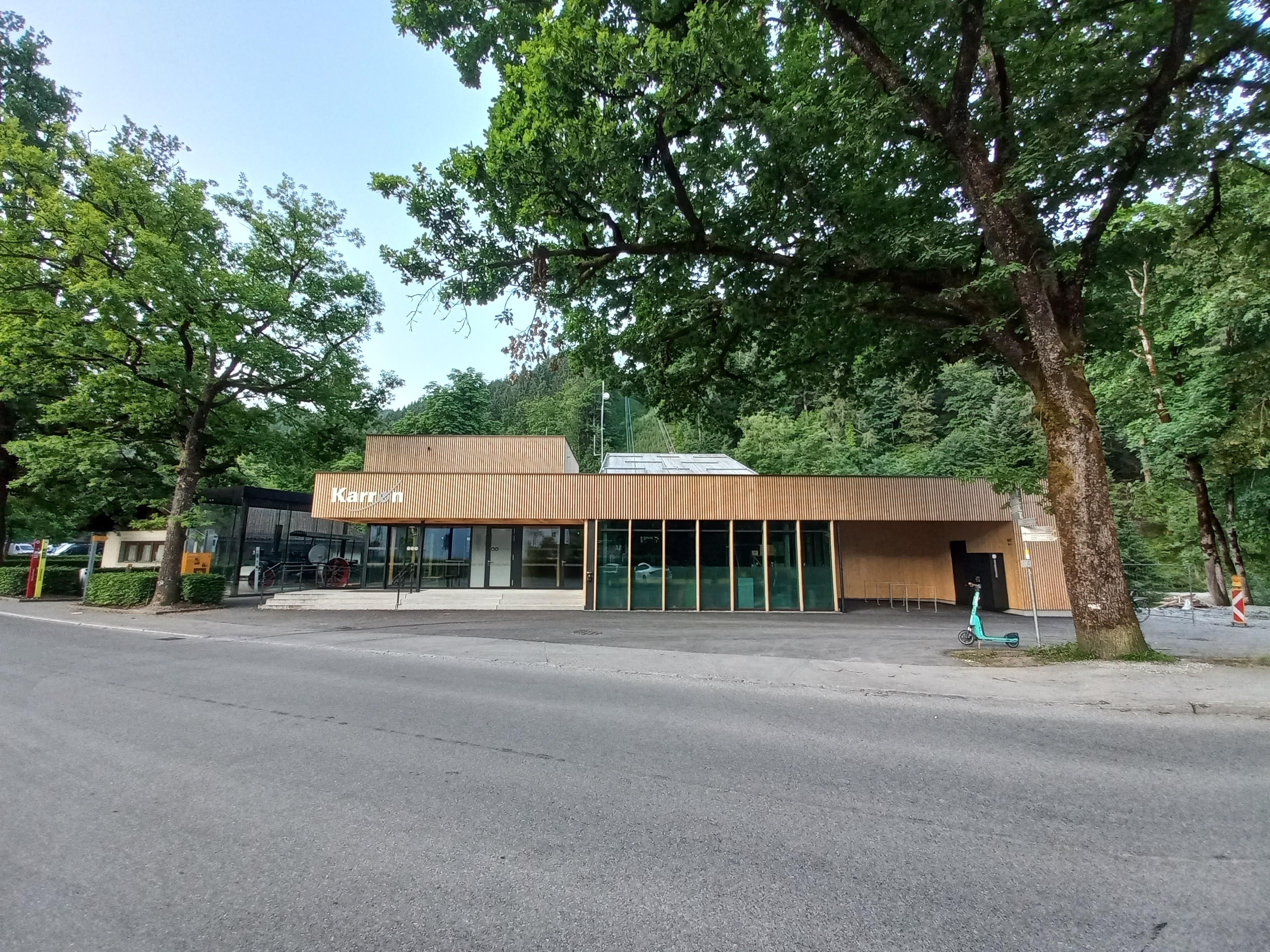
Talstation (2025)

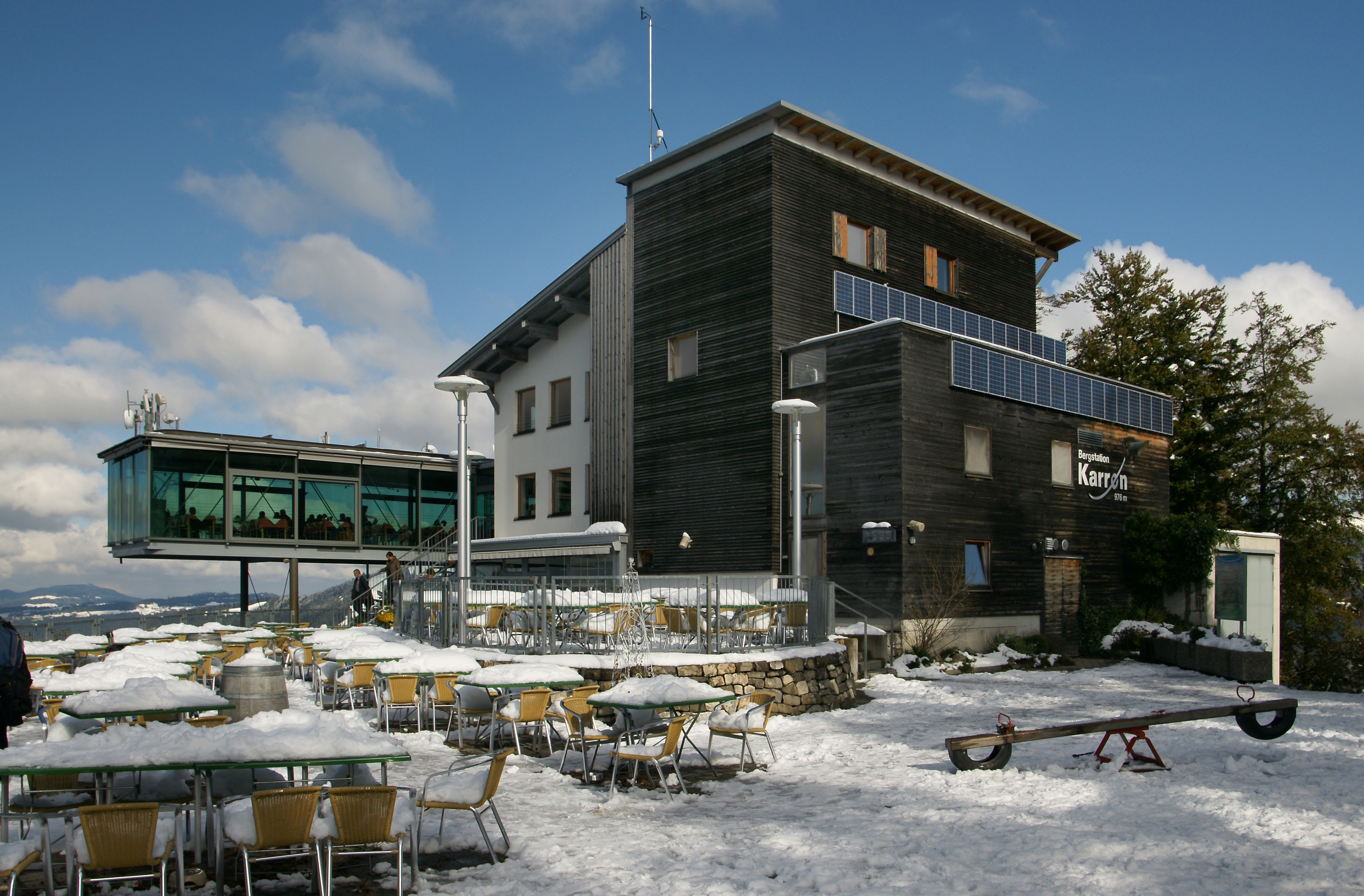
Bergstation mit Panoramarestaurant vor der Erweiterung (2009)

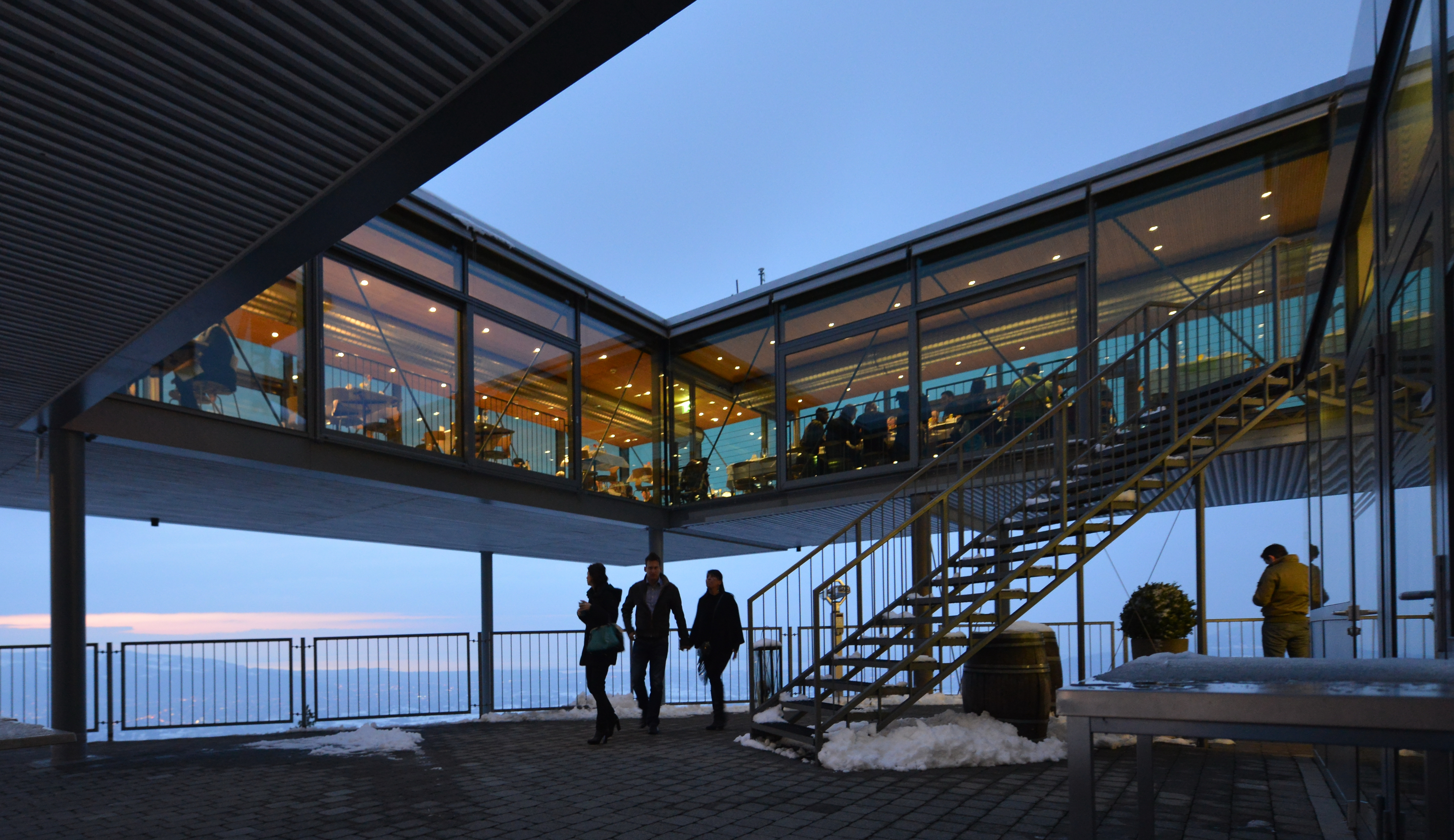
Erweitertes Panoramarestaurant mit Hof (2013)

Der Antrieb der Bahn befand sich in der Bergstation. Es handelte sich um einen regelbaren Gleichstromantrieb. Der Gleichstrom wurde über einen Ward-Leonard-Satz umgewandelt. Zur Kraftübertragung vom Gleichstrommotor (Antrieb) auf die Seilscheibe (Zugseil) wurde kein Getriebe und kein Zahnkranz eingesetzt, sondern zur Erreichung einer hohen Laufruhe wurden zehn Keilriemen verwendet. Die Verwendung von zehn Keilriemen wurde von der Aufsichtsbehörde vorgeschrieben. Technisch wären drei Keilriemen zur Kraftübertragung ausreichend gewesen. Dieser offene Keilriemenantrieb musste während der gesamten Betriebszeit der alten Seilbahnanlage (39 Jahre) nicht ausgetauscht werden. Mit der Zuführung elektrischer Energie in die Bergstation konnte auch das Bergdorf Ebnit erstmals an das öffentliche Energienetz angeschlossen werden.
- Seilhöhe in der Talstation: 463,5 m
- Seilhöhe in der Bergstation: 977,0 m
- Bahnlänge (waagrechte Länge): 1389,8 m
- Betriebslänge (schräge Länge): 1481,0 m
- eine Stütze (37 m Höhe)
- Mittlere Neigung: 37 %
- Größte Neigung: 61 %
- Zwei Fahrbetriebsmittel mit einem Fassungsraum von 15+1 Personen oder 1200 kg
- Höchstfahrgeschwindigkeit 7 m/s (entspricht 4,8 Minuten Fahrzeit)
- größte Förderleistung je Stunde und Richtung: 180 Personen.[4]

#### Eröffnung
Die Eröffnung der Karrenseilbahn fand am 17. November 1956 statt, etwas später als geplant, da ursprünglich vorgesehen gewesen war, sie zur Sommermesse zu eröffnen, was sich aber aufgrund von Materialprüfungen nicht einhalten ließ. Neben dem Vorsitzenden des Aufsichtsrats, Alfred Hämmerle, und Bürgermeister Günther Anton Moosbrugger war auch der Pfarrer Johannes Schöch Gast der Ehrenzeremonie. Zur Eröffnung komponierte der Dornbirner Musikschuldirektor Friedrich Jung sogar eine eigene Festkantate. Der Fahrpreis für in Vorarlberg ansässige Personen betrug zunächst zwölf Schilling (2025: ca. 6 Euro), Kinder unter 1,30 Meter Körpergröße zahlten die Hälfte dieses Preises.

### „Karrenseilbahn neu“
Nachdem am 15. August 1991 der 1,5-millionste Fahrgast begrüßt werden konnte, stellte sich dennoch Anfang der 90er-Jahre die Frage, ob nicht eine Erneuerung der bestehenden Infrastruktur wünschenswert wäre. Hier wurde auf die tiefe Verbundenheit der Dornbirner Bevölkerung mit der Karrenseilbahn zurückgegriffen und nach einem Finanzierungsaufruf konnten bereits nach einer Woche Anteile von über eine Million Schilling (2025: über 122.000  Euro) verkauft werden, nach drei Wochen waren es 200 Personen, die Anteile von etwas mehr als drei Millionen Schilling (2025: über 367.000 Euro) gezeichnet hatten. Damit war das Projekt „Karrenseilbahn neu“ endgültig besiegelt.
Die angedachte und geprüfte Variante zur Verlegung der Talstation der Karrenseilbahn in das Gütle und Seilführung Gütle – Brentenkopf – Karren wurde aus Kostengründen nicht weiter verfolgt und die Seilbahn im Rahmen der bestehenden Trasse modernisiert.
Am 28. Juni 1996 wurde die sanierte Karrenseilbahn durch Bürgermeister und Aufsichtsratsvorsitzenden Rudolf Sohm sowie Geschäftsführer Hermann Gabriel offiziell eröffnet. Nach achtmonatiger Bauzeit war die Seilbahn komplett erneuert worden. Besonders hervorzuheben ist das von Architekt Leopold Kaufmann geplante, neu errichtete Panoramarestaurant, welches auf Stahlträgern einige Meter über den Abhang hinaus gebaut wurde. Kurz nach dem ersten Betriebsjahr der neuen Karrenseilbahn konnte der 250.000ste Besucher begrüßt werden, 1999 war es die 750.000-Besucher-Marke, die erreicht wurde und im Jahr 2006 zählte die neue Karrenseilbahn bereits den Zweimillionsten Besucher.
Vom 27. Februar bis zum 11. Mai 2013 wurde die Bergstation der Karrenseilbahn einer Sanierung und baulichen Erweiterung unterzogen. Da aufgrund behördlicher Auflagen eine Sanierung der bestehenden Infrastruktur der Bergstation nötig geworden war, wurde im Zuge der anstehenden Bauarbeiten zugleich auch das Panoramarestaurant erweitert und umgebaut. Hierbei wurde mittels einer Investitionssumme von 1,3 Millionen Euro unter anderem das Restaurant durch den Zubau weiterer Panoramaelemente um 90 Plätze erweitert und die Küche komplett erneuert. Hierfür stockte die Seilbahngesellschaft im Vorfeld bereits ihr Kapital auf, indem Anteile an der Gesellschaft öffentlich zur Zeichnung aufgelegt wurden.
Die Talstation der Karrenseilbahn wurde Anfang 2025 umfassend umgebaut, um den gestiegenen Anforderungen gerecht zu werden. Das Projekt umfasste den Austausch der Steuerungsanlage und den Umbau der Talstation für eine verbesserte Energieeffizienz und Aufenthaltsqualität, wobei insgesamt 3 Millionen Euro investiert wurden. Von Januar bis März 2025 blieb die Seilbahn daher geschlossen, während vorbereitende Arbeiten bereits ab Oktober 2024 bei laufendem Betrieb stattfanden.

## Technische Daten
Der Höhenunterschied von 512 Metern wird auf einer Fahrstrecke von 1477 Metern mithilfe einer zweispurigen Pendelbahn überwunden. Die schräge Länge beträgt dabei 1475 Meter, die horizontale Länge nur 1348 Meter. Die größte Höhe über Grund beträgt 180 Meter. Die Spurweite beträgt in den Stationen 3,6 Meter, bei der einzigen Stütze dagegen neun Meter. Bei einer mittleren Neigung von 37 % bewegen sich die Kabinen mit einer Geschwindigkeit von sieben bis zehn m/s. In etwa 1800 Betriebsstunden im Jahr können bei einer Fahrzeit von 3,5 bis 5 Minuten zwischen 200.000 und 250.000 Passagiere befördert werden, wobei die maximale Förderleistung bei 517 Personen pro Stunde liegt. In jeder der beiden gegenläufig fahrenden, 2 × 4 Meter großen Kabinen können bis zu 35 Personen (und zusätzlich ein Mann Bedienungspersonal) oder 2700 Kilogramm transportiert werden. Die Seilbahnkabine selbst hat ein Eigengewicht von 900 kg. Dabei werden im Maximalbetrieb zum Anfahren 270 kW Antriebsleistung benötigt. Für den Fall eines Getriebeschadens oder Ausfalls des Hauptmotors ist ein Hilfsdieselmotor mit 32,5 kW installiert.
Jedes Tragseilpaar wird mit einem 60-t-Gewicht gespannt, das Zugseil mit 20 t. Die Spanngewichte hängen in Schächten in der Talstation. Auf einem Seilreiter befindet sich eine Wetterstation. Die Bahn soll bei Windgeschwindigkeiten bis 100 km/h betrieben werden können.

## Besonderheiten

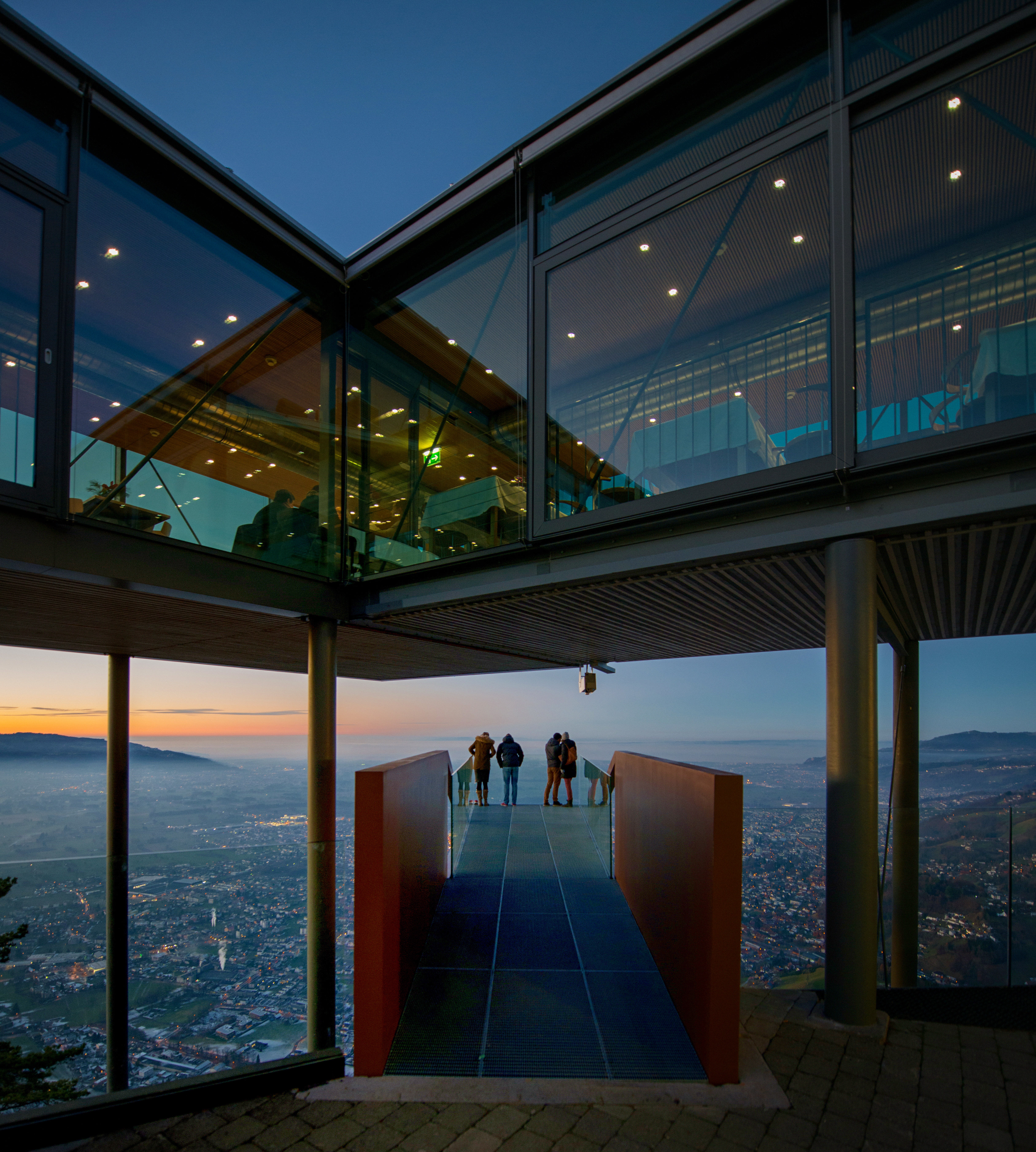
Blick unter dem Panoramarestaurant durch auf die „Karren-Kante“

### Base Jump
Am 2. August 1991 fand bei der Karrenseilbahn ein bislang einmaliger Base Jump statt. Der Journalist Alfred Waibel (Dornbirn) sprang unter notarieller Aufsicht und im Beisein von Zeugen, Presse und Rundfunk aus einer der Seilbahnkabinen, 72 Meter über den Baumwipfeln, in ca. 860 m Seehöhe ab. Dadurch sollte die Leistungsfähigkeit des Gleitschirm-Rettungssystems „Cut-away“ demonstriert und auch ein Eintrag im Guinness-Buch der Rekorde erlangt werden.

### Aussichtsbauwerk „Karren-Kante“
Im März 2016 wurde unterhalb des Panoramarestaurants direkt bei der Bergstation der Karrenseilbahn mit der sogenannten „Karren-Kante“ eine neue Touristenattraktion eröffnet. Dabei handelt es sich um eine 12 Meter über die Felskante hinausragende Panorama-Aussichtsplattform, deren Geländer größtenteils aus Glas besteht und damit den Besuchern einen Rundumblick in 971 Metern Höhe bietet. Der Boden des Stegs ist dabei aus einem Metall-Gitterrost gefertigt und bietet somit auch einen Durchblick nach unten. Am äußersten Rand der Plattform befindet sich seit April 2016 ein Selfie-Point, an dem Besucher über einen Fernauslöser mittels einer festinstallierten Kamera Panoramafotos von sich selbst auf der Plattform anfertigen können.

## Vorfälle
„Orkan Lothar“ riss am 26. Dezember 1999 ein Tragseil von der Stütze, warf ein Zugseil über ein Tragseil und verursachte dadurch eine einmonatige Betriebsunterbrechung. Da der Betrieb der Bahn aufgrund des Orkans ohnehin eingestellt war, wurde niemand verletzt. Mit danach an der Stütze angebrachten Halterungen, mit denen das Tragseil bei Bedarf auf der Stütze fixiert werden kann, hätte ein erneuter Seilabwurf bei künftigen Stürmen verhindert werden sollen.
In der Neujahrsnacht 2023/24, etwa 1 1⁄2 Stunden nach Mitternacht, fiel die Seilbahn plötzlich aus. Die Kabinen konnten mit einem Notprogramm in die Stationen zurückgefahren werden. Etwa 200 Gäste saßen bis zu fünf Stunden lang auf dem Karren fest. Sie wurden von der Bergrettung oder der Feuerwehr ins Tal gebracht; einige stiegen ab. Nach stundenlanger Suche fanden Techniker den Fehler: Eine Maus hatte Steuerungskabel durchgebissen. Während die Maus dies nicht überlebte, ging die Bahn nach einer Reparatur am 2. Jänner etwa um 16 Uhr wieder in Betrieb.
Am 23. Juni 2025 zog nachmittags eine Gewitterfront von Westen auf. Deshalb sollte der Bahnbetrieb vorübergehend eingestellt werden und war nur noch die talwärtige Kabine bei der letzten Fahrt besetzt. Obwohl die Windgeschwindigkeit laut Geschäftsführer „vor Betriebsaufnahme“ bei Null lag, drückten plötzlich eintreffende Sturmböen die Tragseile kurz nach Fahrtbeginn aus den auf der Stütze angebrachten Seilschuhen. Beide Kabinen wurden automatisch in jeweils etwa 250 m Entfernung von der Berg- bzw. der Talstation gestoppt. Es gab zudem einen Seilüberschlag zwischen Trag- und Zugseil im oberen Bereich der Seilbahntrasse. Deshalb konnte die in der Bergstation vorhandene Bergekabine nicht eingesetzt werden. Da auch die Rollen der oberen, mit Fahrgästen besetzten Kabine von den Tragseilen entgleisten, musste diese zuerst von den mit einem Hubschrauber dorthin gebrachten Einsatzkräften gegen einen möglichen Absturz gesichert werden. Etwa vier Stunden nach der Havarie konnten die Höhenretter dann mit dem Abseilen der 19 Fahrgäste und einen Hund auf den etwa 80 m unter der Kabine befindlichen, steilen Waldboden beginnen. Die Abseilaktion gestaltete sich kompliziert. Mit den notwendigen Baumrodungen dauerte diese fast 3 Stunden, die Bergretter waren etwa 8 1⁄2 Stunden im Einsatz. Erst deutlich nach Einbruch der Dunkelheit an diesem Tag war der Einsatz beendet. Die Sicherheitsuntersuchungsstelle des Bundes wird den Vorfall je nach Schadenshöhe entweder als „Unfall“ oder als „schwere Störung“ einstufen. Die Seilbahn kann voraussichtlich frühestens Mitte August 2025 wieder für die Allgemeinheit geöffnet werden. Unter anderem sind sämtliche Seilreiter beschädigt und sollen ersetzt werden. Des Weiteren werden Gehänge und Laufwerke bei der Herstellerfirma überprüft. Es wurde befürchtet, wenn weitere erhebliche Schäden, bspw. bei der noch bis etwa zum 8. Juli andauernden Überprüfung der Seile, festgestellt werden, dass der Stillstand bis über Mitte August hinausgehen könnte. Nach umfassenden Reparatur- und Prüfarbeiten hat die oberste Seilbahnbehörde der Wiederinbetriebnahme am Freitag, den 8. August 2025, 9:00 Uhr, zugestimmt.